# Cape Du Couedic
Cape Du Couedic är en udde i Australien. Den ligger i delstaten South Australia, omkring 210 kilometer sydväst om delstatshuvudstaden Adelaide. Cape Du Couedic ligger på ön Kangaroo Island.
Trakten är glest befolkad. Det finns inga samhällen i närheten.